# أندي ليونز
أندي ليونز (بالإنجليزية: Andrew Lyons)‏ هو لاعب كرة قدم بريطاني في مركز الوسط، ولد في 19 أكتوبر 1966 في بلاكبول في المملكة المتحدة. لعب مع نادي آير يونايتد ونادي بارتيك ثيسل ونادي كرو ألكساندرا ونادي موركامب وويغان أتلتيك.

## وصلات خارجية
- أندي ليونز على موقع Soccerbase.com (لاعب) (الإنجليزية)